# The Pop Gun
The Pop Gun was een Belgische popgroep die bestond van 1985 tot begin jaren negentig. De bandleden Frank Ermgodts (zanger) en Patrick Nicasy (toetsen en gitaar) werden door wisselende muzikanten versterkt. Ze maakten up-tempo popmuziek die tegelijkertijd een romantisch en melancholisch kantje had. Ze boekten in België succes met singles als Always alone (1985), Oh, what a day (1986) en Ordinary blue (1990). 
Internationaal is The Popgun nooit doorgebroken. Een mogelijke oorzaak was de economische situatie en het wettelijke statuut van de Belgische kunstenaar. Ze worden trouwens in deze context als schoolvoorbeeld genoemd. De popgroep werd ook al niet goed onthaald door het alternatieve circuit van destijds, dat hen "te commercieel" vond. Toch verscheen hun single Dream op de verzamel-cd van Studio Brussel naast bands als Pearl Jam en The Scabs.
The Popgun bracht veertien singles uit, en twee albums: The Popgun (1989) en Table Swimming (1992).
Na een periode van twee decennia kwam The Popgun in 2011 gedurende korte tijd weer bijeen met een reünieconcert in Meerhout (thuisbasis van Patrick Nicasy).
Nicasy overleed in 2019 op 60-jarige leeftijd.

## Hitnoteringen
| Single met hitnotering(en) in de Vlaamse Ultratop 50 | Datum van verschijnen | Datum van binnenkomst | Hoogste positie | Aantal weken | Opmerkingen |
| ---------------------------------------------------- | --------------------- | --------------------- | --------------- | ------------ | ----------- |
| Always alone                                         | 1985                  | 07-08-1985            | 16              | 7            |             |
| Oh what a day                                        | 1986                  | 26-04-1986            | 13              | 11           |             |
| Dream                                                | 1991                  | 07-12-1991            | 20              | 10           |             |
| Wherever you may go                                  | 1992                  | 21-03-1992            | 20              | 10           |             |
| I lost my grip on you                                | 1992                  | 25-07-1992            | 38              | 2            |             |